# 1909 na ciência

## Eventos
- Fritz Haber: Processo de Haber
- Robert Millikan mede a carga de elétrons individuais com uma precisão sem precedentes através da experiência da gota de óleo, confirmando que todos os elétrons possuem a mesma carga e massa.[1]
- S. P. L. Sørensen inventa o conceito de pH e desenvolve métodos para medir a acidez.[2]

## Nascimentos
| Data            | Nome                       | Profissão                   | Nacionalidade                                 | Observações                                                                              | Ref               |
| --------------- | -------------------------- | --------------------------- | --------------------------------------------- | ---------------------------------------------------------------------------------------- | ----------------- |
| 5 de janeiro    | Stephen Kleene             | matemático                  | Estados Unidos                                | m. 1994 Prémio Leroy P. Steele 1983                                                      | [ 3 ]             |
| 22 de fevereiro | Edmund Berkeley            | cientista de computação     | Estados Unidos                                | m. 1988                                                                                  |                   |
| 3 de abril      | Stanislaw Ulam             | matemático                  | Polónia                                       | m. 1984                                                                                  |                   |
| 22 de abril     | Rita Levi-Montalcini       | neurologista                | Itália                                        | Nobel de Fisiologia ou Medicina 1986 Prémio Albert Lasker de Pesquisa Médica Básica 1986 | [ 4 ] [ 5 ]       |
| 15 de julho     | Hendrik Casimir            | físico                      | Países Baixos                                 | m. 2000                                                                                  |                   |
| 15 de julho     | William Gemmell Cochran    | estatístico                 | Reino Unido da Grã-Bretanha e Irlanda         | m. 1980 Medalha Guy de bronze 1936                                                       | [ 6 ]             |
| 24 de julho     | Jerzy Różycki              | matemático e criptógrafo    | Países Baixos                                 | m. 1942                                                                                  |                   |
| 4 de agosto     | Saunders Mac Lane          | matemático                  | Estados Unidos                                | m. 2005 Prémio Leroy P. Steele 1986                                                      | [ 3 ]             |
| 21 de agosto    | Nikolai Bogoliubov         | matemático e físico teórico | União Soviética                               | m. 1992 Medalha Dirac 1992 Medalha Max Planck 1973 Medalha de Ouro Lomonossov 1984       | [ 7 ] [ 8 ] [ 9 ] |
| 19 de outubro   | Marguerite Catherine Perey | física                      | França                                        | m. 1975                                                                                  |                   |
| 30 de outubro   | Homi Jehangir Bhabha       | físico                      | Reino Unido da Grã-Bretanha e Irlanda (Índia) | m. 1966                                                                                  |                   |
| 11 de novembro  | Álvaro Vieira Pinto        | matemático e físico         | Brasil                                        | m. 1987                                                                                  |                   |
| 19 de novembro  | Peter Drucker              | filósofo e economista       | Áustria                                       | m. 2005                                                                                  |                   |
| ??              | Josef Schreier             | matemático                  | Polónia                                       | m. 1943                                                                                  |                   |

## Mortes
| Data            | Nome                        | Profissão                                        | Nacionalidade                         | Observações                    | Ref    |
| --------------- | --------------------------- | ------------------------------------------------ | ------------------------------------- | ------------------------------ | ------ |
| 12 de janeiro   | Hermann Minkowski           | matemático                                       | Alemanha                              | n. 1864                        |        |
| 29 de janeiro   | Wilfred Hudleston Hudleston | geólogo                                          | Reino Unido da Grã-Bretanha e Irlanda | n. 1828 Medalha Wollaston 1897 | [ 10 ] |
| 17 de fevereiro | Carl August Bolle           | colecionador, ornitólogo, botânico e naturalista | Alemanha                              | n. 1821                        |        |
| 14 de maio      | Giovanni Vailati            | matemático                                       | Itália                                | n. 1863                        |        |
| 7 de julho      | Walter Ritz                 | físico                                           | Suíça                                 | n. 1878                        |        |
| 20 de agosto    | Valentino Cerruti           | físico e político                                | Itália                                | n. 1850                        |        |
| 19 de outubro   | César Lombroso              | médico, cirurgião e cientista                    | Itália                                | n. 1835                        |        |
| 20 de dezembro  | Édouard Brissaud            | neurologista                                     | França                                | n. 1852                        |        |
| ??              | Emil Christian Hansen       | micologista                                      | Dinamarca                             | n. 1842                        |        |
| ??              | Hugh MacColl                | matemático                                       | Reino Unido da Grã-Bretanha e Irlanda | n. 1837                        |        |
| ??              | Winfrid Alden Stearns       | naturalista                                      | Estados Unidos                        | n. 1852                        |        |
| ??              | Peter Barr                  | horticultor, botânico e naturalista              | Reino Unido da Grã-Bretanha e Irlanda | n. 1825                        |        |

## Prémios

### Medalha Bigsby
- John Smith Flett[11]

### Medalha Bruce
- George W. Hill[12]

### Medalha Copley
- George William Hill[13]

### Medalha Davy
- James Dewar[14]

### Medalha Edison IEEE
- Elihu Thomson[15]

### Medalha Guy de prata
- Edward Brabrook[16]

### Medalha Hughes
- Richard Glazebrook[17]

### Medalha Lobachevsky
- Ludwig Schlesinger[18]

### Medalha Lyell
- Percy Fry Kendall[19]

### Medalha Matteucci
- Orso Mario Corbino[20]

### Medalha Murchison
- Grenville Arthur James Cole[21]

### Medalha de Ouro da Royal Astronomical Society
- Oskar Backlund[22]

### Medalha Real
- Augustus Love[23] e Ronald Ross[23]

### Medalha Wollaston
- Horace Bolingbroke Woodward[10]

### Prémio Nobel
- Física - Guglielmo Marconi[24] e Carl Ferdinand Braun[24].
- Química - Wilhelm Ostwald[25].
- Medicina - Emil Theodor Kocher[4].

### Prémio Rumford
- Robert Williams Wood[26]